# Stopover
Stopover este un film românesc din 2010 regizat de Ioana Uricaru. Rolurile principale au fost interpretate de actorii Monica Bârlădeanu, Damian Drăghici.

## Distribuție
Distribuția filmului este alcătuită din:
- Damian Drăghici — bărbatul
- Monica Bîrlădeanu — Ingrid